# 72.º Regimiento Antiaéreo
El 72.º Regimiento Antiaéreo (Flak-Regiment. 72 (Eisenbahn)) fue una unidad de la Luftwaffe durante la Segunda Guerra Mundial.

## Historia
Fue formado en agosto de 1941 en Berlín, para el control de las unidades ferroviarias antiaéreas.

## Comandantes
- Coronel Walter-Friedrich Trietchen - (agosto de 1941 - 4 de noviembre de 1944)
- Teniente coronel Herbert Künne - (5 de noviembre de 1944 - 8 de mayo de 1945).

## Servicios
- mayo de 1942: en Warnemünde y Rostock
- 1 de noviembre de 1943: en Berlín con el Grupo Antiaéreo de Ferrocarril Berlín, bajo el mando del III Comando Administrativo Aéreo, con s. 1.-4./227 (E) en Szczecin, s. 1.-4./424 (E) en Brunswick, s. 1.-4./429 (E) en Berlín y s. 1.-4./430 (E) en Leipzig.
- 1 de marzo de 1944: en Berlín con el Grupo Antiaéreo de Ferrocarril Berlín, bajo el mando del III Comando Administrativo Aéreo, con le. 1./279 (E).
- 1 de abril de 1944: en Berlín con el Grupo Antiaéreo de Ferrocarril Berlín, bajo el mando del III Comando Administrativo Aéreo, con le. 2.-4./279 (E).
- 1 de mayo de 1944: en Berlín con el Grupo Antiaéreo de Ferrocarril Berlín, bajo el mando del III Comando Administrativo Aéreo, con le. 2.-4./279 (E).
- 1 de junio de 1944: en Berlín con el Grupo Antiaéreo de Ferrocarril Berlín, bajo el mando del III Comando Administrativo Aéreo, con le. 2.-4./279 (E).
- 1 de julio de 1944: en Francia bajo el mando del Comando Administrativo Aéreo Oeste de Francia, con s.263 (E), s.416 (E), s.424 (E), s.430 (E), s.444 (E), le.821 (E) y le.822 (E).
- 1 de agosto de 1944: en Francia bajo el mando del Comando Administrativo Aéreo Oeste de Francia, no hay unidades adjunta.
- 1 de septiembre de 1944: bajo el mando del V Comando Administrativo Aéreo, no hay unidades adjunta.
- 1 de octubre de 1944: bajo la 5.º Brigada Antiaérea, no hay unidades adjunta.
- 1 de noviembre de 1944: bajo el mando del III Comando Administrativo Aéreo, no hay unidades adjunta.
- 1 de diciembre de 1944: bajo el mando del III Comando Administrativo Aéreo, no hay unidades adjunta.
- 1 de diciembre de 1944: en Berlín(?)